# Was es ist
Was es ist ist ein liebeslyrisches Gedicht des österreichischen Lyrikers Erich Fried, das dem 1983 erschienenen Lyrikband Es ist was es ist den Titel gab. Es ist das populärste Gedicht des eigentlich politischen Lyrikers.

## Form
Das Gedicht besteht aus drei verschieden langen Strophen. Die erste hat vier Verse, die zweite und dritte Strophe acht. Fried plädiert in dem reimlosen Gedicht in einer einfachen und unverschlüsselten Sprache für die Liebe, die sich gegen Vernunft, Berechnung, Angst, Einsicht, Stolz, Vorsicht und Erfahrung durchsetzen kann. Die Gegenargumente versuchen, der Liebe ihre Legitimität und Beständigkeit abzusprechen: Sie sei unsinnig, bedeute Unglück und Schmerz; sie sei aussichtslos, lächerlich, leichtsinnig und unmöglich.
Suggestivität gewinnt das Gedicht durch die gebetsmühlenartige Wiederholung des tautologischen Fazits „Es ist was es ist“. Mit dieser lakonischen Formel überwindet die Liebe alle vorgetragenen Einwände und gegenläufigen Kräfte.

## Rezeption
„Was es ist“ gilt als exemplarisches Modell moderner Liebeslyrik und wird seit den 1980er Jahren in beinahe allen Lesebüchern und didaktischen Studien zur Vermittlung von Lyrik verwendet. In ihren im Jahr 2008 veröffentlichten Erinnerungen schrieb die Witwe Catherine Fried, nicht Adressatin der Liebesgedichte gewesen zu sein.
Die Band Mia zitiert das Gedicht in ihrem kontrovers aufgenommenen Song Was es ist.